# Dabigatran
Dabigatranul (cu denumirea comercială Pradaxa, utilizat sub formă de dabigatran etexilat) este un medicament anticoagulant acționând ca un inhibitor direct de trombină (factorul IIa al coagulării). Calea de administrare disponibilă este cea orală.
Dabigatran a fost aprobat pentru uz medical în Statele Unite ale Americii în 2010. Se află pe lista medicamentelor esențiale ale Organizației Mondiale a Sănătății. Este disponibil sub formă de medicament generic în SUA începând cu anul 2020.

## Utilizări medicale
Dabigatranul este utilizat pentru:
- profilaxia primară a evenimentelor tromboembolice venoase (TEV) la pacienții adulți care au suferit o intervenție chirurgicală de înlocuire completă a articulației șoldului sau genunchiului
- tratamentul TEV și prevenirea TEV recurente.

## Reacții adverse
Poate cauza sângerări și gastrită. Rar, poate cauza sângerări grave și șoc anafilactic. Există un antidot pentru intoxicația cu dabigatran, denumit idarucizumab.